# Elivélton
Elivélton Alves Rufino (Serrânia, 31 juli 1971), ook wel kortweg Elivélton genoemd, is een voormalig Braziliaans voetballer.

## Braziliaans voetbalelftal
Elivélton debuteerde in 1991 in het Braziliaans nationaal elftal en speelde 13 interlands, waarin hij 1 keer scoorde.